# Teinobasis laglaizei
Teinobasis laglaizei är en trollsländeart som först beskrevs av Selys 1878.  Teinobasis laglaizei ingår i släktet Teinobasis och familjen dammflicksländor. Inga underarter finns listade i Catalogue of Life.